# 埃尔弗丽德·考恩

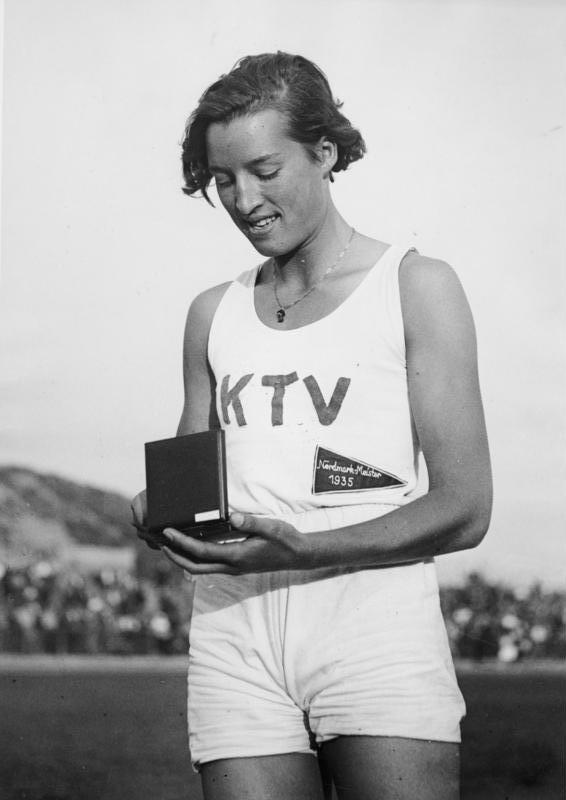
埃尔弗丽德·考恩

埃尔弗丽德·考恩（德語：Elfriede Kaun，1914年10月5日—2008年3月5日），德国女子田径运动员，主攻跳高。她曾代表德国参加1936年夏季奥林匹克运动会田径比赛，获得女子跳高铜牌。